# Engyprosopon arenicola
Engyprosopon arenicola es una especie de pez de la familia Bothidae en el orden de los Pleuronectiformes.

## Hábitat
Es un pez de mar, es una especie  bentónica de aguas poco profundas.

## Distribución geográfica
Se encuentra en las  costas de Hawái y la Isla de Pascua.